# Бійки у Верховній Раді України
Список бійок у Верховній Раді України.

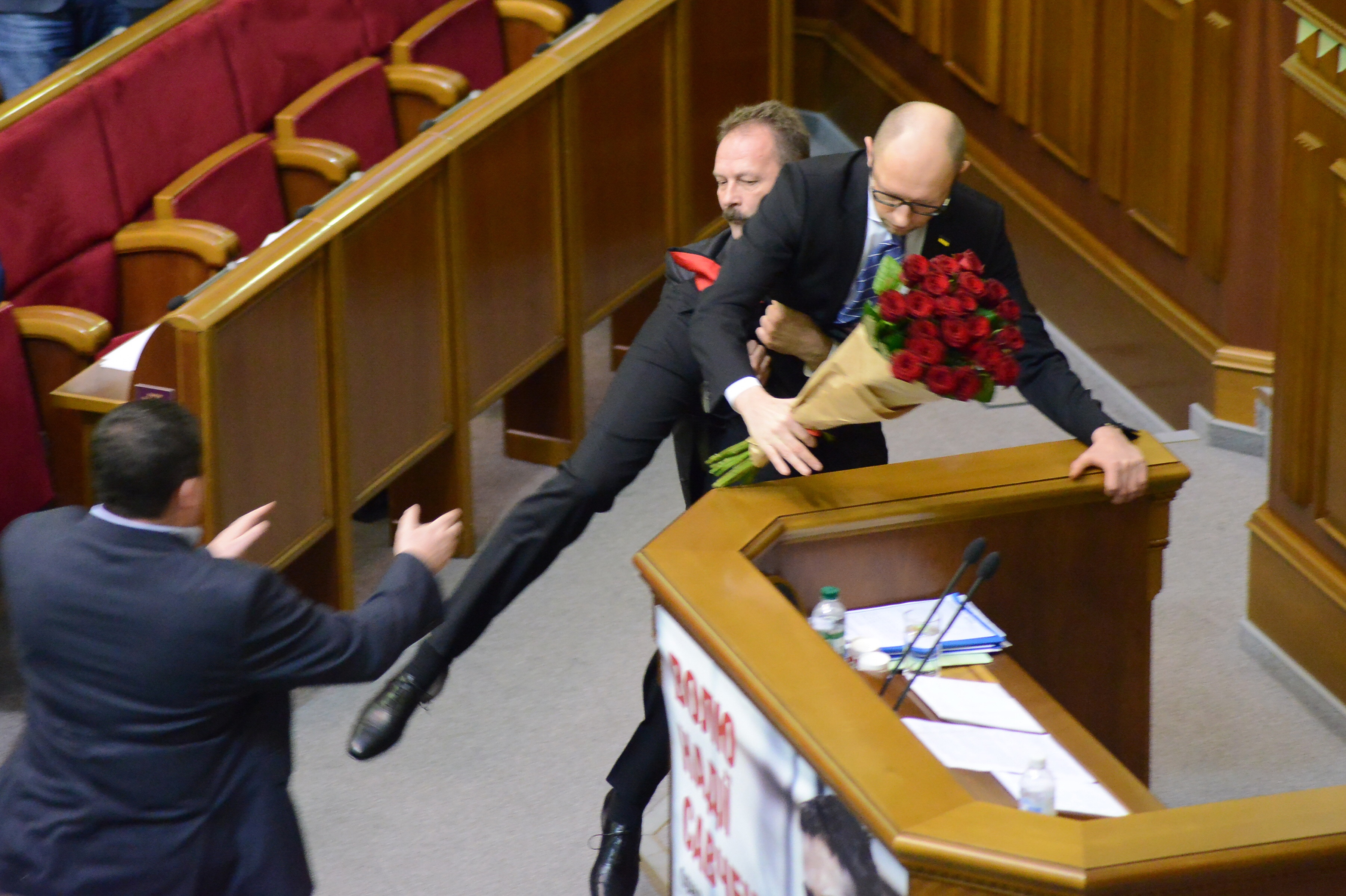
Бійка між Олегом Барною та Арсенієм Яценюком, 2015

## 2025 рік

### 16 липня
Причини бійкиСпроба просунути правку про мито на ввезення сої та ріпаку до законопроєкту № 13157 (Про інтегроване запобігання та контроль промислового забруднення).
УчасникиНардеп від «Європейської солідарності» Олексій Гончаренко і голова податкового комітету Данило Гетманцев.
Розгортання бійкиПід час виступу Данила Гетманцева, Олексій Гончаренко під вигуки «Блокування!» попрямував до трибуни. Після недовгої словесної перепалки та штовханини Гончаренко повернувся на своє місце.
Результати бійкиЗаконопроєкт із правкою схвалили 245 голосами депутатів.

## 2023 рік

### 6 жовтня
Причини бійкиОбраза Миколи Тищенка в бік Олексія Гончаренка.
УчасникиНардеп з фракції «Європейська солідарність» Олексій Гончаренко і колишній депутат «Слуги народу» Микола Тищенко.
Розгортання бійкиПід час свого виступу Тищенко, зачитуючи біографію Гончаренка з Вікіпедії, назвав його "півнем з Одещини" та нагадав про зв'язок нардепа з «Партією регіонів», звинувачуючи опонента в підтримці розвитку російської мови. Гончаренко підбіг з телефоном на селфі-палиці, знімаючи Тищенка, і став питати його: «Що там із кол-центрами?». Тищенко почав вимагати Петра Порошенка виключити Гончаренка з фракції Європейської Солідарності та з українського політикуму загалом. Гончаренко продовжує запитувати про кол-центри. Спікер Верховної Ради Руслан Стефанчук перервав виступ з вимогою зупинити безлад. Микола Тищенко дістав мікрофон і, піднявшись з місця, підійшов до трибуни, щоб продовжити промову. Стефанчук підвищив голос та закликав Тищенка повернутися на місце. До Гончаренка, який продовжував стояти біля Тищенка, підійшли представники «Слуги народу» Андрій Мотовилець та Михайло Радуцький. Олексій Гончаренко закликав Тищенка, повернути його телефон, вихоплений під час бійки.
Результати бійкиОлексію Гончаренку порвали штани.

## 2021 рік

### 16 липня
Причини бійкиПричина невідома.
УчасникиНардеп від «Батьківщини» Вадим Івченко та депутат від «Слуги народ» Микола Сольський.
Розгортання бійкиІнцидент стався під час пленарного засідання парламенту. Нардепи стояли і розмовляли, коли в якийсь момент Вадим Івченко вдарив Миколу Сольського кулаком в обличчя.
Результати бійкиМіж учасниками бійки встали інші нардепи для згладжування конфлікту, Івченко і Сольський розійшлися.

## 2017 рік

### 9 лютого
Причини бійкиПричина невідома.
УчасникиДепутати фракції ВРУ «Блок Петра Порошенка» — Іван Мельничук та Сергій Лещенко.
Розгортання бійкиБійка сталася під час розгляду парламентом нової редакції закону про Конституційний Суд. Мельничук підійшов до робочого місця Лещенка, почалася бійка. Інші депутати втрутилися, розвели учасників бійки.
Результати бійкиЛещенку порвали піджак. Голова Верховної Ради Андрій Парубій доручив парламентському комітету з питань регламенту та організації роботи з'ясувати, що сталось у сесійній залі.

## 2016 рік

### 14 листопада
Причини бійкиЛяшко в ході свого виступу на засіданні погоджувальної ради звинуватив фракцію ОБ й особисто Юрія Бойка в отриманні «консультацій з Москви».
В мене, до речі, питання до СБУ: чого вони їздять по Москвах і досі не в тюрмі.
— 
УчасникиОлег Ляшко (голова фракції Радикальної партії), голова фракції у Верховній Раді України «Опозиційний блок» Юрій Бойко.
Розгортання бійкиУ відповідь на це Бойко вдарив Ляшка по обличчю. Бійка тривала кілька секунд, після чого Ляшко продовжив виступ і назвав Бойка і його фракцію «недобитками Януковича» — Бойко повторно вдарив Ляшка.
Результати бійкиСпікер ВРУ Андрій Парубій попередив про недопустимість бійок. Ляшко нагадав, що Бойко і раніше часто влаштовував бійки. Бойко вийшов із зали засідань.

## 2015 рік

### 3 березня
УчасникиОлег Ляшко, Мельничук.

## 2014 рік

### 4 грудня
Причини бійкиФраза «тут тобі не Майдан», яку адресували Народному депутату Парасюку.
УчасникиСергій Каплін, Юрій Левченко, Володимир Парасюк, Семен Семенченко та інші.
Розгортання бійкиНа фразу «тут тобі не Майдан», Парасюк починає дуже емоційно висловлювати тезу про те, що лише завдяки Майдану вони (депутати коаліції) стали Народними депутатами.

## 2013 рік

### 19 березня
Причини бійкиОлександр Єфремов жорстко розкритикував роботу опозиційних сил, назвав опозицію «неофашистами».
Після цього на трибуну вийшов Тягнибок, депутати від «Партії регіонів» почали скандувати «фашист!». На захист Тягнибока прийшли депутати опозиційних сил, почалася бійка.
УчасникиПровладна більшість («Партія регіонів») та опозиція («Батьківщина», «Свобода»).
Розгортання бійкиОлександр Єфремов виступив з трибуни російською мовою і обізвав «Свободу» «неофашистами». У той час «Свобода» скандувала «українською», але регіонал їх ігнорував.
«Заспакойтесь, почули вас», — презирливо сказав їм спікер Володимир Рибак. — «„Об'єднання «Свобода”, хто буде від вас виступати?». Але слідом за Олегом Тягнибоком вони пішли до трибуни. «Ця влада не рахується ні з чим, не рахується, як живе народ», — вигукнув з трибуни Тягнибок. «Партія регіонів свідомо провокуєте до того, що відбувається і не хоче, щоб цей парламент працював», — заявив він. «Їм потрібні вибори за мажоритарною системою, бо тільки так вони можуть сфальсифікувати вибори», — попередив Тягнибок. У той час у перших рядах почалася бійка депутатів Партії регіонів й опозиції. «Регіонал» розбив депутату Ірині Сех губу. Депутати кажуть, що навзаєм вона пошкодила опоненту вухо. Спікер Володимир Рибак одразу оголосив перерву в засіданні. «Сідай, сідай, не нервуйся», — кинув спікер одному з депутатів.
Результати бійкиРозбиті окуляри та обличчя Ірини Сех, кілька розірваних піджаків та зламана техніка.

## 2012 рік

### 13 грудня
Причини бійкиПід час обговорення кандидатур на посаду спікера Верховної Ради нового скликання провладні депутати голосували чужими картками.
УчасникиПровладна більшість («Партія регіонів») та опозиція («Батьківщина», «Свобода»).
Розгортання бійкиБійка почалася після того, як Олександра Кужель намагалася вихопити у одного з регіоналів другу картку, якою він голосував. Коли регіонал відмовився віддавати картку, опозиція кинулася блокувати трибуну.
Бійка була дуже жорстокою. Коли депутат від «Батьківщини» Олег Медуниця впав біля трибуни, регіонали, в тому числі Вадим Колесніченко та Олександр Онищенко, штовхали його ногами і не давали встати. Деякі депутати так душили один одного, що їх обличчя ставали багряними.
Результати бійкиНіхто з депутатів серйозно не постраждав.

### 24 травня
Причини бійкиВнесення на розгляд законопроєкту «Про засади державної мовної політики» (№ 9073 від 26.08.2011) Вадима Колесніченка та Сергія Ківалова, який передбачає визнання російської мови офіційною в деяких регіонах України.
УчасникиОпозиція (Фракція «БЮТ» та «НУНС») та провладна більшість («Партія регіонів»).
Розгортання бійкиПід час виступу Вадима Колесніченка опозиція блокувала трибуну Верховної Ради, запобігши тим самим розгляду законопроєкту. Близько 19:20 розпочалася бійка між опозиціонерами та членами «Партії регіонів». Сутичка сталася біля президії та в ложі парламенту. Під час бійки Колесніченку розірвали сорочку; депутату від фракції «БЮТ» Миколі Петруку розбили голову. За 10 хвилин бійку вдалося зупинити. Миколу Петрука прооперували, він перебував у стані «середньої важкості». Олександр Єфремов заявив, що Петрук оступився і сам собі розбив голову.
Результати бійкиПостраждав один депутат, був госпіталізований. Міліція зайнялася перевіркою інциденту.

## 2011 рік

### 18 травня
Причини бійкиПід час обговорення внесення до порядку денного одного із законопроєктів, Ляшко вимагав від голови засідання Мартинюка надати йому слово. Мартинюк ігнорував вимогу Ляшка у зв'язку з тим, що останній не записався на участь в обговоренні, а відтак не мав права виступати.
УчасникиАдам Мартинюк (перший заступник голови парламенту, КПУ), Олег Ляшко (позафракційний).
Розгортання бійкиЛяшко наполягав на своїй правоті та підбіг до ложі президії, вимагаючи надати йому слово. В емоційній полеміці обізвав віцеспікера «фарисеєм». У відповідь Мартинюк схопив Ляшка за шию і повалив у президію. Ляшко намагався відбитися від першого віцеспікера, але рознімати бійців підбігли депутати із Партії регіонів та Комуністичної партії. Поки нардепи відтягувати Ляшка від ложі, перший віцеспікер ніби нічого не трапилося продовжив засідання.
Результати бійкиОлег Ляшко, вийшовши все-таки на трибуну, вимагав пояснень: «Ви краще виборцям розкажіть, за що за горло мене схопили» — але йому вимкнули мікрофон. Після цього Адам Мартинюк заявив: «Я розкажу. Я не тільки за горло схвачу, а й за інше місце ваше, яке у вас дуже продуктивне. Будь ласка, по темі законопроєкту».
Конфлікт було залагоджено. Мартинюк визнав, що погарячкував. Ляшко не виявив наміру звертатися до суду та заперечив, що ображав Мартинюка. Однак через передушену шию скасував відрядження до Казахстану.

## 2010 рік

### 16 грудня
Причини бійкиДепутати БЮТ заблокували трибуну та президію зали Верховної Ради з вимогою припинити політичні репресії проти лідерки партії «Батьківщина» Юлії Тимошенко. Бютівці мали намір втримувати блокаду в ніч з 16 на 17 грудня.
Розгортання бійкиБлизько 19:10 депутати фракції «Партії регіонів» (серед них — Олександр Волков, Олег Царьов, Владислав Забарський та Ельбрус Тадеєв) увірвалися в президію через двері, що ведуть з боку кабінету спікера, та силовими методами почали звільнювати президію від опонентів. Регіонали кидалися стільцями, деякі депутати вдалися до рукопашного бою.
Результати бійкиБійка тривала близько 5 хвилин. У результаті депутати БЮТ були змушені покинути президію парламенту, в той час як депутати «Партії регіонів» залишились у приміщенні на ніч. Декілька бютівців отримали тяжкі ушкодження та були доставлені до лікарні: Михайло Волинець отримав травму черепа від удару стільцем (за повідомленням Андрія Шевченка — також струс мозку), Володимир Бондаренко закінчив зі зламаним зап'ястям, Юрій Гнаткевич знаходиться у важкому стані, госпіталізованого Василя Кравчука було побито трьома регіоналами.

### 27 квітня
Причини бійкиРатифікація Харківських угод (згідно з якими термін перебування Чорноморського флоту Російської Федерації в Севастополі було подовжено з 2017 до 2042 року), перешкоджання депутатів БЮТ та НУНС депутатам із коаліції.
Розгортання бійкиДив. головну статтю. У процесі протистояння представники опозиції закидали спікера Володимира Литвина яйцями, через що він сидів за заслоном з кількох парасольок, які тримали його охоронці. Хтось із депутатів використав у приміщенні димову шашку. Дехто з парламентаріїв вдався до рукопашного бою.
Результати бійкиПопри події в парламенті, президентську угоду було ратифіковано. У результаті бійок депутата НУНС Олеся Донія було госпіталізовано зі струсом мозку. Інший депутат НУНС Володимир Карпук отримав перелом носа.

## 2009 рік

### 19 листопада
Дві сутички відбулися між депутатами Владиславом Лук'яновим (Партія регіонів) та Олегом Ляшком (БЮТ). Перша сутичка, що проявилася в боротьбі біля президії, виникла після того як депутати БЮТ висунули вимогу розглянути зміни до бюджету, які було заветовано Президентом. Голова засідання віцеспікер Олександр Лавринович поставив пропозицію на голосування, проте вона отримала лише 195 голосів. Після цього Олег Ляшко підбіг до пана Лавриновича з вимогою все-таки розглянути запропоновані зміни. У відповідь, до пана Ляшка підбіг Владислав Лук'янов та почав відтягувати його від президії за краватку. Продовженню сутички завадили кілька депутатів із фракції БЮТ.
Друга сутичка депутатів виникла пізніше під час розгляду законопроєкту про Державну програму економічного і соціального розвитку України на 2010 рік. Нардеп Лук'янов критикував уряд Юлії Тимошенко за відмову підвищувати мінімальні пенсії та зарплатні, демонструючи при цьому гроші сумою 680 гривень, що, за його словами, становили середню пенсію в Україні. Також він повідомив, що запропонував відшкодувати Олегу Ляшку вартість краватки, яка, нібито за словами власника, коштує 3000 гривень, але грошей у його руках «навіть на краватку не вистачить». У відповідь, депутат Ляшко підійшов до промовця із краваткою в руках, яку намагався повісити йому на плече. Після нетривалої словесної суперечки та штовханини інцидент було вичерпано.

## 2008 рік

### 12 листопада
Причина бійкиЗвільнення спікера Арсенія Яценюка, що відбулося не через таємне голосування бюлетенями, як передбачено регламентом Верховної Ради, а через систему «Рада», в чому була зацікавлена Партія регіонів. За оцінкою БЮТ та Народної самооборони, такі дії були зрадою пропрезидентської Нашої України — Народної самооборони (точніше її «відступників» — Єдиного центру, або «групи Балоги») та призвели до «захоплення влади» новою коаліцією з Партії регіонів, Блоку Литвина, КПУ та частиною Нашої України.
Розгортання бійкиАби завадити відкритому голосуванню, депутати БЮТ Костянтин Бондарєв, Андрій Павловський та Павло Унгурян піднялися на балкон, де знаходиться апаратна частина системи «Рада» та, пройшовши до відгороджених комп'ютерів, почали відключати їх один за одним. Протистояти їм прийшла група регіоналів, серед яких найактивніше проявилися депутати Дмитро Шенцев та Дмитро Саламатін. За ними прийшли також «депутати-спортсмени» Олександр Волков та Ельбрус Тедеєв, а також Нестор Шуфрич. Після дуже коротких переговорів з депутатами БЮТ, Дмитро Саламатін виламав двері відгорожі, за чим Дмитро Шенцев почав виштовхувати Андрія Павловського. Саламатін взявся за Бондарєва. Зчинилася бійка.
Результат бійкиСекцію апаратної частини системи «Рада» було звільнено від депутатів БЮТ, працівники апарату Верховної Ради відновили її роботу під час перерви. Поруч з дверима було вибито скло огорожі. Андрію Павловському розбили окуляри та ушкодили руку.
Попри наявність відео, регіонал Саламатін повністю заперечував факт вибивання дверей, у той час як Нестор Шуфрич у своєму інтерв'ю цілковито викривив хід подій. Депутати БЮТ стверджували, що вони просто намагалися проконтролювати роботу системи «Рада» та упередити вірогідні фальсифікації.
Після перерви більшістю в 233 голоси було ухвалено звільнення Арсенія Яценюка з посту голови парламенту.

## 2007 рік

### 11 грудня
Причини бійкиБлокування «регіоналами» доступу до президії Верховної Ради її голові Арсенію Яценюку.
Учасники«Регіонали» з одного боку та інші депутати з іншого боку.
Розгортання бійкиГолова ВРУ Арсеній Яценюк намагався зайти на своє робоче місце до президії ВРУ, але депутати Партії Регіонів завадили цьому. Виникла невелика бійка. Голова парламенту змушений був, не займаючи свого робочого місця, зробити оголошення без мікрофону.

## 2006 рік

### 9 лютого
Причини бійкиПлакат.
УчасникиПредставниками фракцій «Комуністична партія» та «Наша Україна».
Розгортання бійкиКомуністи повісили на трибуну ВР плакат з написом «Де кроки назустріч людям?». Нашоукраїнці підійшли до трибуни і почали зривати плакат. Почалась бійка, в якій, зокрема, один проти одного бились Микола Мартиненко (НУ) та Олександр Бондарчук (КПУ).
Результати бійкиМартиненку розбили ніс.

### 11 липня
УчасникиДепутати СПУ з одного боку, депутати БЮТ з іншого.

## 2005 рік

### 6 липня

#### Перша бійка
Відбулася масова бійка між депутатами коаліційних («Блок Юлії Тимошенко», «Наша Україна») та опозиційних фракцій (Комуністична партія, Соціал-демократична партія України (об'єднана)). Бійка почалася зі штовханини між Андрієм Шкілем (БЮТ) та Юрієм Соломатіним (КПУ) після того, як спікер Володимир Литвин оголосив виступ прем'єр-міністра Юлії Тимошенко, а Олександр Бондарчук (КПУ) увімкнув сирену, аби завадити їй. За іншими джерелами, бійка почалася після того, як представники Комуністичної партії штовхнули бютівця Віктора Тарана-Терена. На порядку денному було голосування щодо одного з законопроєктів із пакету до вступу України в СОТ. Опозиційні фракції з самого ранку блокували трибуну.

#### Друга бійка
Друга бійка сталася невдовзі після пропозиції віцепрем'єра Анатолія Кінаха повернутися до розгляду проєктів щодо СОТ. Представники Комуністичної партії кинулися в президію, але їх почали відтісняти представники Народної партії. Серед інших захищати спікера прийшов Олександр Волков. У бійці також знову зчепилися Юрій Соломатін та Андрій Шкіль. Лише після того як Володимир Литвин заявив, що законопроєкти про СОТ на розгляд не ставитимуться, комуністи звільнили трибуну.

## 2002 рік

### 12 грудня
УчасникиОлександр Волков з одного боку, депутати фракцій Соціалістична партія України, Комуністична партія України, «Наша Україна» з іншого.
Розгортання бійкиГолова Верховної Ради намагається оголосити про те, що Володимир Стельмах написав заяву про звільнення з посади голови Національного банку України, біля трибуни починається бійка, нардепи виривають один в одного мікрофони, один ламають.
Результати бійки1 поламаний мікрофон.

## 2001 рік

### 24 квітня
Причини бійкиНамагання вирвати мегафон з рук Михайла Ратушного.
УчасникиЧлени фракції «Яблуко» з одного боку та члени фракцій Народного руху України, Українського народного руху, «Батьківщини», «Реформи-Конґрес» з іншого боку.
Розгортання бійкиМихайло Ратушний приніс до зали Верховної Ради мегафон і, намагаючись перекричати Петра Симоненка, який виступав з місця, закликає припинити засідання. Члени фракції «Яблуко» намагаються вирвати мегафон з рук Ратушного, починається бійка.
Результати бійкиЗасідання Верховної Ради відкладається на вечір.

### 25 жовтня
УчасникиКомуністи.

## 1999 рік

### 14 січня
Причини бійкиСпроба Голови парламенту винести на розгляд питання про приєднання Верховної Ради України до міжпарламентської асамблеї Співдружности Незалежних Держав.
УчасникиДепутати Народного руху з одного боку, депутати Комуністичної партії з іншого.
Розгортання бійкиПід час голосування за розгляд цього питання, до голови Верховної Ради Ткаченко Олександра підбіг нардеп В'ячеслав Чорновіл та, намагаючись завадити голосуванню, вдарив по його мікрофону. Інші члени Народного руху підтримали Чорновола, деякі намагались вдарити Ткаченка, але заступник голови Віктор Медведчук та члени Комуністичної партії стали на його захист. За розгляд цього питання проголосувало 174 нардепи, рішення не було прийнято.

## 1997 рік

### 17 квітня
Причини бійкиПавло Мовчан образив Наталію Вітренко та Володимира Марченка, пожартувавши про їхні надто близькі стосунки.
УчасникиМарченко і Вітренко (Прогресивна соціалістична партія України) проти Мовчана (Народний рух України).
Розгортання бійкиМарченко запропонував Мовчанові попросити пробачення, а коли той відмовився, він ударив Мовчана, а Вітренко потім ще додала від себе.